# Dactyles
Pour les articles homonymes, voir Dactyle.
 (novembre 2014).
Dans la mythologie grecque, les Dactyles idéens (en grec ancien Δάκτυλοι Ἰδαῖοι / Dáktyloi Idaĩoi, littéralement « les doigts idéens ») sont des divinités mineures, localisées autour du Mont Ida de Troade, du Mont Ida de Crète et d'Olympie.

## Mythologie
Le mot « idéen » est l'adjectif dérivé du mont Ida en Crète ; les dactyles, avaient enseigné les cérémonies théurgiques des mystères à Orphée, qui les porta en Grèce.

## Le mythe et sa signification
Comme les Telchines, ils étaient fils d'Hélios et d'Héra selon les uns, de Cronos et d'Alciope selon d'autres [Qui ?]. On les dit même fils de Zeus et de la nymphe Ida, car ce dieu ayant ordonné à ses nourrices de jeter derrière elles un peu de poussière prise de la montagne, il en résulta les Dactyles. Hommes industrieux, ils offraient, en qualité de prêtres, à Rhéa des sacrifices dans lesquels ils portaient des couronnes de chêne. Après leur mort, ils furent honorés comme des dieux protecteurs ou dieux Lares. On les appelait « les Doigts du mont Ida » parce qu'ils avaient leurs forges dans cette montagne, et qu'ils étaient dix, comme les doigts des mains. Phérécyde, et l'auteur de la Phoronide ont parlé d'eux ; le fragment de la Phoronide, épopée archaïque d'auteur inconnu et dont il ne subsiste que six fragments, nomme trois Dactyles : Celmis, Danaméos et Émon :
Là sont les sorciers (γοῆτες / goêtes),

les hommes phrygiens de l'Ida qui ont leur demeure dans la montagne,

Kelmis et le grand Damnameneus et Akmôn débordant de violence (ὑπέρβιος / hyperbios)

les serviteurs à la main habile (εὐπάλαμοι / eupalamoi) de la montagne Adrestêiê,

qui les premiers, grâce à l'art (τεχνήεις / tekhnêis) d'Héphaïstos plein d'intelligence rusée (πολυμήτιος / polumêtios),

ont trouvé dans les vallons des montagnes le fer couleur de violette,

l'ont apporté au feu et ont forgé leur œuvre excellente.
Ces êtres mythiques sont en étroit rapport avec les origines de la magie, ce qui signifie qu'ils travaillaient les métaux et connaissaient l'usage du fer ,. Pour l'étude des formes primitives de la religion grecque, ils permettent d'entrevoir des confréries, des sortes de sociétés secrètes, jalouses de leurs secrets de métier dont les origines se rattachent aux débuts de la métallurgie ; c'est dans ce milieu qu'il faut chercher l'origine des clans sacerdotaux que leur désignation, à l'époque historique, qualifiait encore comme dotée d'un pouvoir sur les phénomènes atmosphériques ; les initiés de ces confréries acquéraient, par leurs danses rituelles, le gouvernement de la nature

## Sources
- Diodore de Sicile, Bibliothèque historique [détail des éditions] [lire en ligne], V, 64.
- Pausanias, Description de la Grèce [détail des éditions] [lire en ligne], V, 7, 6 et suiv. ; VIII, 31, 3 ; IX, 19, 5.
- Strabon, Géographie [détail des éditions] [lire en ligne], X, 473 sq.